# Municipio 1 (condado de Harper)
El municipio 1 (en inglés: Township 1) es un municipio ubicado en el condado de Harper en el estado estadounidense de Kansas. En el año 2010 tenía una población de 963 habitantes y una densidad poblacional de 2,05 personas por km².

## Geografía
El municipio 1 se encuentra ubicado en las coordenadas 37°16′7″N 98°14′54″O / 37.26861, -98.24833. Según la Oficina del Censo de los Estados Unidos, el municipio tiene una superficie total de 468.86 km², de la cual 468.27 km² corresponden a tierra firme y (0.12%) 0.59 km² es agua.

## Demografía
Según el censo de 2010, había 963 personas residiendo en el municipio 1. La densidad de población era de 2,05 hab./km². De los 963 habitantes, el 96,16% de los habitantes del municipio 1 eran blancos, el 0.52% eran afroamericanos, el 1.35% eran amerindios, el 0.83% eran de otras razas y el 1.14% pertenecían a dos o más razas. Del total de la población el 3.32% eran hispanos o latinos de cualquier raza.